# Renzo Bongiovanni Radice
Renzo Bongiovanni Radice (Palazzolo Milanese, 1º settembre 1899 – Milano, 22 febbraio 1970) è stato un pittore italiano.

## Biografia
Studiò pittura all'Accademia di Brera, dove fu allievo di Attilio Andreoli. Attivo a Milano, alternò momenti di intensa frequentazione della vita artistica cittadina con periodi condotti più in disparte e con soggiorni a Roma e a Parigi. Soggiornò spesso a Stresa nella villa di famiglia La Palazzola e fu tra i fondatori del festival internazionale Le Settimane Musicali di Stresa

## Stile pittorico
Paesaggista, fece dapprima intravedere nell'impostazione formale «talune monumentalità care al Novecento». Col trascorrere degli anni approfondì maggiormente le ricerche tonali e cromatiche, dando vita a composizioni dalla notevole sensibilità lirica, memori della lezione di Utrillo e apprezzate dalla critica, in particolare dal Borgese, che ebbe modo di scrivere: 
(Leonardo Borgese)
I suoi paesaggi si inseriscono in quella corrente di composto romanticismo che ebbe in Lombardia felice espressione in Alciati, Tallone, Gola e altri. La raffigurazione di stile impressionista si esprime attraverso una sensibilità lombarda, radicata «nella coscienza dei luoghi, nell'amore verso il cielo di Lombardia, nel gusto per le sue tenere luci ma anche per le inquietudini che ne rendono apprensiva la restituzione visiva».

## Esposizioni
Esordì alla Biennale di Brera del 1925.
Espose in seguito alle Mostre sociali primaverili della Permanente del 1932 e del 1938 (in occasione di entrambe le quali si aggiudicò il Premio Sallustio Fornara), all'XI Mostra del Sindacato interprovinciale Fascista delle Belle Arti (1940) e alla XXI Biennale di Milano (1960).
Partecipò nel 1939 alla prima edizione del Premio Bergamo con un Paesaggio.
Fu presente alle edizioni della Quadriennale di Roma del 1935 (Riry), 1948 (Stazione di paese) e 1951/52 (Pioggia sul greto) e alle edizioni della Biennale di Venezia del 1936 (con Linda e Mariuccia), 1948 (Inverno) e 1950 (Tetti e macerie).
Fra le personali si ricorda quella tenuta presso la Galleria Pesaro nel 1933, in cui espose con Aldo Carpi e Leonardo Borgese.
Nel 1996 gli fu dedicata un'antologica presso il Museo della Permanente a Milano, con presentazione di Raffaele De Grada. Nella medesima sede espositiva, tre sue opere (Arco della Pace, Autunno e La stazione di Cormano Brusuglio) furono esposte l'anno successivo alla mostra Stanze del paesaggio lombardo da Boccioni a Morlotti.

## Opere in musei e collezioni
Due suoi ritratti di benefattori fanno parte delle Raccolte d'arte dell'Ospedale Maggiore di Milano: quello di Giambattista Sessa (esposto alla mostra dei ritratti della Festa del Perdono del 1957) e quello di Battista Peduzzi.
Sue opere figurano inoltre nella collezione della Società Permanente e nella Galleria d'arte moderna di Milano: Fiori e Un cancello chiuso (entrati nella collezione museale come acquisto per i Premi Fornara del 1932 e 1938), Il cancello e Quai d'Orléans (acquistati in occasione della Sindacale Regionale del 1940 e della Biennale milanese del 1960), Pompei, il foro civile e Riva degli schiavoni (acquistati entrambi in occasione della personale alla Galleria Pesaro del 1933).

## La Fondazione Adolfo Pini
A Milano, la Fondazione "Adolfo Pini", intestata a un nipote del pittore e nata per sua volontà testamentaria, si prefigge lo scopo di ricordare Bongiovanni Radice. Ospita un'esposizione permanente di sue opere in quello che fu il suo studio in Corso Garibaldi, divenendo così una casa museo.